# Фабрис, Энрико
Энрико Фабрис (итал. Enrico Fabris, род. 5 октября 1981 года в Азиаго, Италия) — итальянский конькобежец, двукратный олимпийский чемпион 2006 года, чемпион Европы в классическом многоборье 2006 года, многократный призёр чемпионатов мира и Европы, девятикратный чемпион Италии в классическом многоборье.

## Биография
С 1999 по 2001 годы участвовал на чемпионате мира среди юниоров. Лучшим результатом стало 12-е место в 2001-м.
На Олимпийских играх 2002 года в Солт-Лейк-Сити занял 26-е место на 1500 м и 16-е на 5000 м.
С 2003 по 2011 ежегодно выигрывал чемпионат Италии в классическом многоборье.
В 2005 году стал серебряным призёром чемпионата мира в командной гонке.
В 2006 году стал чемпионом Европы.
На Олимпийских играх 2006 года в Турине стал бронзовым призёром на 5000 м и олимпийским чемпионом на 1500 м и в командной гонке.
На Олимпийских играх 2010 года в Ванкувере не смог завоевать ни одной медали.
В ноябре 2011 объявил об окончании спортивной карьеры. Последним стартом стал забег на 1500 м на этапе Кубка мира в Челябинске, где Фабрис занял последнее место.

## Рекорд мира
10 ноября 2007 года на этапе Кубка мира в Солт-Лейк-Сити Фабрис пробежал 5000 метров за 6:07.40 побив мировой рекорд Свена Крамера полугодовой давности. Однако уже через неделю, 17 ноября на этапе Кубка в Калгари Свен Крамер превзошёл это достижение и пробежал «пятерку» за 6:03.32.

## Государственные награды
- Командор ордена «За заслуги перед Итальянской Республикой» — 9 марта 2006 года